# Max Engman
Max Robert Engman, född 27 september 1945 i Helsingfors, död där den 19 mars 2020, var en finländsk historiker och översättare.
Engman, som 1968–1973 var tjänsteman vid Riksarkivet i Helsingfors, disputerade 1983 på en uppmärksammad avhandling om S:t Petersburg och Finland. Han utnämndes 1985 till professor i allmän historia vid Åbo Akademi och under perioden 2003–2007 var han chef för Stiftelsens för Åbo Akademi forskningsinstitut. Han var gästprofessor vid University of Minnesota 1997 och vid Södertörns högskola 2008–2009.  
Engman har i sin forskning främst uppehållit sig vid finsk-ryska relationer och de europeiska imperierna samt konstitutionella frågor och förvaltningshistoria. Han gjorde en viktig insats som redaktionssekreterare för Historisk Tidskrift för Finland 1971–1982 och som tidskriftens ansvarige redaktör 1982–2000. Engman var styrelsemedlem i Svenska litteratursällskapet i Finland 1980-2013 och sällskapets styrelseordförande 2010–2013.

## Utmärkelser, ledamotskap och priser
- Ledamot av Vetenskapssocieteten i Lund (LVSL, 1994)[5]
- Hallbergska priset, 1984
- Finska statens informationspris, 1988, 2008
- Svenska Akademiens Finlandspris, 1994
- Hertig Karls pris, 2007[4]
- Stora fackbokspriset, 2016[6]
- Tollanderska priset, 2017
- Zibetska priset, 2017